# Acanthodactylus bedriagai
Acanthodactylus bedriagai este o specie de șopârle din genul Acanthodactylus, familia Lacertidae, ordinul Squamata, descrisă de Lataste 1881. A fost clasificată de IUCN ca specie cu risc scăzut. Conform Catalogue of Life specia Acanthodactylus bedriagai nu are subspecii cunoscute.